# Kalulu (Tanzania)
Kalulu è una circoscrizione rurale (rural ward) della Tanzania situata nel distretto di Tunduru, Regione del Ruvuma. Conta una popolazione di 4 271 abitanti (censimento 2012).